# Euphaedra gabonica
Euphaedra gabonica är en fjärilsart som beskrevs av Rothschild 1918. Euphaedra gabonica ingår i släktet Euphaedra och familjen praktfjärilar. Inga underarter finns listade i Catalogue of Life.